# Agnes Jebet Ngetich
Agnes Jebet Ngetich (Quénia, 23 de janeiro de 2001) é uma corredora queniana de longa distância e recordista mundial. Ela ganhou duas medalhas no Campeonato Mundial de Cross Country de 2023, com bronze na prova feminina sênior e ouro por equipe. Em janeiro de 2024, ela estabeleceu o recorde mundial de corrida de 10 km em 28 segundos com o tempo de 28m46s.

## Carreira
Em março de 2019, Agnes Jebet Ngetich, de 18 anos, venceu os 5000 metros nas seletivas africanas de sub-20 do Quênia.
Em novembro de 2021, conquistou o quinto lugar no Campeonato Queniano de Cross Country, realizado no Iten Grounds, no condado de Elgeyo Marakwet.
Em setembro de 2022, Ngetich foi vice-campeã, atrás de Sheila Chepkirui no Festival de corrida de Brasov, uma corrida de 10km, em Brașov, Romênia. Em setembro de 2023, no mesmo festival, ela havia quebrado o recorde mundial feminino da modalidade, com o tempo de 29m24s. Isso superou a marca anterior de 30m01s estabelecida pela falecida Agnes Tirop, em Herzogenaurach em 2021. Além disso, Ngetich completou os primeiros 5 km em 14m25s, o que foi quatro segundos mais rápido do que o recorde mundial anterior exclusivo para mulheres nesta distância. No mesmo mês, os organizadores da corrida divulgaram um comunicado informando uma irregularidade, na corrida (a distância da pista era de 25 metros mais curta), o que tornou o percurso inelegível para recorde.
Também em 2023, ela conquistou a medalha de bronze na prova individual e ouro na classificação por equipes no Campeonato Mundial de Cross Country realizado em Bathurst, Austrália.
Em 14 de janeiro de 2024, ela estabeleceu o recorde mundial da corrida de 10 km em uma prova mista. Nos 10K Valencia Ibercaja, ela superou por 28 segundos o antigo recorde de Yalemzerf Yehualaw (Etiópia), definido em 2022. Ngetich terminou em 28m46s com a ajuda de um marca-passo masculino, seu conterrâneo Japheth Kipkemboi Kosgei. Seu desempenho foi mais rápido que o recorde mundial de 10000 metros de Letesenbet Gidey com 29m01s03.

### Marcas pessoais
- 5000 metros – 14m36s70 (⁣Paris, 2023)

- 5000 metros – 15m02s (Herzogenaurach, 2021)
- 10000 metros – 28m46s (⁣Valência, 2024)